# ステイ・ウィズ・ミー (フェイセズの曲)
「ステイ・ウィズ・ミー」（Stay with Me）は、イギリスのロック・バンド、フェイセズが1971年に発表した楽曲。

## 概要
1971年11月17日発売の3作目のスタジオ・アルバム『馬の耳に念仏』に収録された。ロッド・スチュワートとロン・ウッドが共作した。同年12月3日にシングルカットされて、フェイセズのシングルとしては初めて全英シングルチャートでトップ100入りを果たし、翌年にはトップ10入りして1972年2月5日付のチャートで最高6位に達した。また、オランダのシングル・チャートでも2週連続4位を記録し、合計5週トップ10入りするヒットとなった。
この曲は、『リード・ヴォーカリスト』（1993年）や『スーパースター・ストーリー〜ザ・ベスト・オブ・ロッド・スチュワート〜』（2008年）といった、ロッド・スチュワート名義のコンピレーション・アルバムにも収録された。また、スチュワートはソロ名義のライヴでもこの曲を歌っており、『アブソルートリー・ライヴ』（1982年）にはティナ・ターナーとキム・カーンズがゲスト参加した際のライヴ音源が収録され、『アンプラグド』（1993年）にはMTVアンプラグドに出演した際のライヴ音源が収録された。
『ローリング・ストーン誌が選ぶオールタイム・グレイテスト・ギター・ソングス100』に於いて、38位にランクイン。

## 他メディアでの使用例
この曲は2005年公開の映画のサウンドトラックで多用されており、『サハラ 死の砂漠を脱出せよ』、『ロード・オブ・ドッグタウン』、『ウェディング・クラッシャーズ』といった作品で使用された。

## カヴァー
- エルフ - まだThe Elvesというバンド名だった1971年に、この曲のカヴァーを演奏していた。2011年発売の未発表音源集『And Before Elf... There Were Elves』に収録。
- マニック・ストリート・プリーチャーズ - シングル「シー・イズ・サファリング」（1994年）に、バーナード・バトラーとの共演によるライヴ音源を収録[11]。
- サンダー - コンピレーション・アルバム『ザ・レア、ザ・ロウ・アンド・ザ・レスト』（1999年）に収録。
- デフ・レパード - カヴァー・アルバム『Yeah!〜イエーイ!』（2006年）に収録。
- マクフライ - 2008年に「ドゥ・ヤ」との両A面シングルとして発表。